# Johann von der Behr

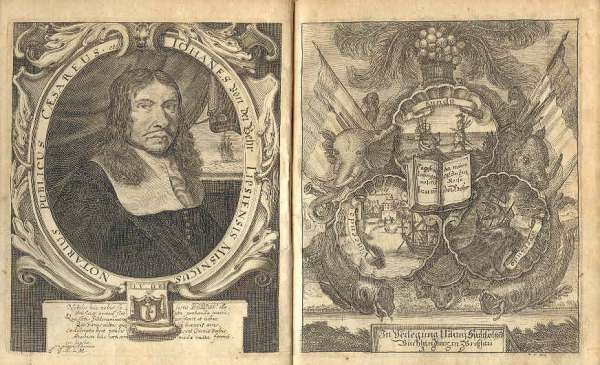
Porträt und Titelblatt seines Werkes Diarium oder Tagebuch einer neunjährigen Reise, Ausgabe aus dem Jahr 1668, gedruckt in Jena

Johann von der Behr (* um 1615 in Leipzig; † um 1692) war ein deutscher Weltreisender und gilt als wichtiger Zeitzeuge für die Geschichte der deutschen Seefahrt.

## Leben
Über das Leben von der Behrs ist sehr wenig bekannt. Ursprünglich arbeitete er als Notar in Leipzig und ging 1642 nach Hamburg. Von dort reiste er nach Frankreich und 1644 über Middelburg in den Niederlanden als Kadett nach Batavia, Hauptstadt der Kolonie Niederländisch-Indien. Er war damit nur einer unter vielen Deutschen, die Arbeit in den Niederlanden und bei der Ostindischen Kompanie suchten. Nach vorsichtigen Schätzungen von Historikern taten zu dieser Zeit etwa 200.000 bis 300.000 Deutsche auf  Schiffen sowie in Asien Dienst für die Kompanie. Ursprünglich wollte von der Behr, so berichtet er selbst, aus Reise-Sucht nach Paris. Ein Mitreisender überredete ihn aber bei einem Zwischenhalt,
wegen der mehr den Croesischen Schätzen, und zwart umb von denselben einigen Theil zu erlangen,
nach Ostindien zu gehen. Weiterhin habe dieser in glühendsten Farben von goldenen Bergen erzählt, so dass sich von der Behr entschloss nach Südostasien zu reisen.
Von Batavia aus fuhr er unter Joan Maetsuycker nach Goa, weiter nach Ceylon, dem heutigen Sri Lanka, und nach Persien. Im Jahre 1650 kam er wieder in den Niederlanden an. Seine Reiseeindrücke schrieb er in seinem Werk Diarium oder Tagebuch einer neunjährigen Reise nieder, das 1668 erschien. Dieses Werk wurde bis 1683 mehrfach wiederaufgelegt. Johann von der Behr starb um 1692.

## Werke
- Diarium, Oder Tage-Buch/ über Dasjenige/ So sich Zeit einer neun-jährigen Reise zu Wasser und Lande/ meistentheils in Dienst der vereinigten geoctroyrten Niederländischen Ost-Indianischen Compagnie, besonders in denselbigen Ländern täglich begeben und zugetragen aus dem Jahre 1668.